# Coulobre

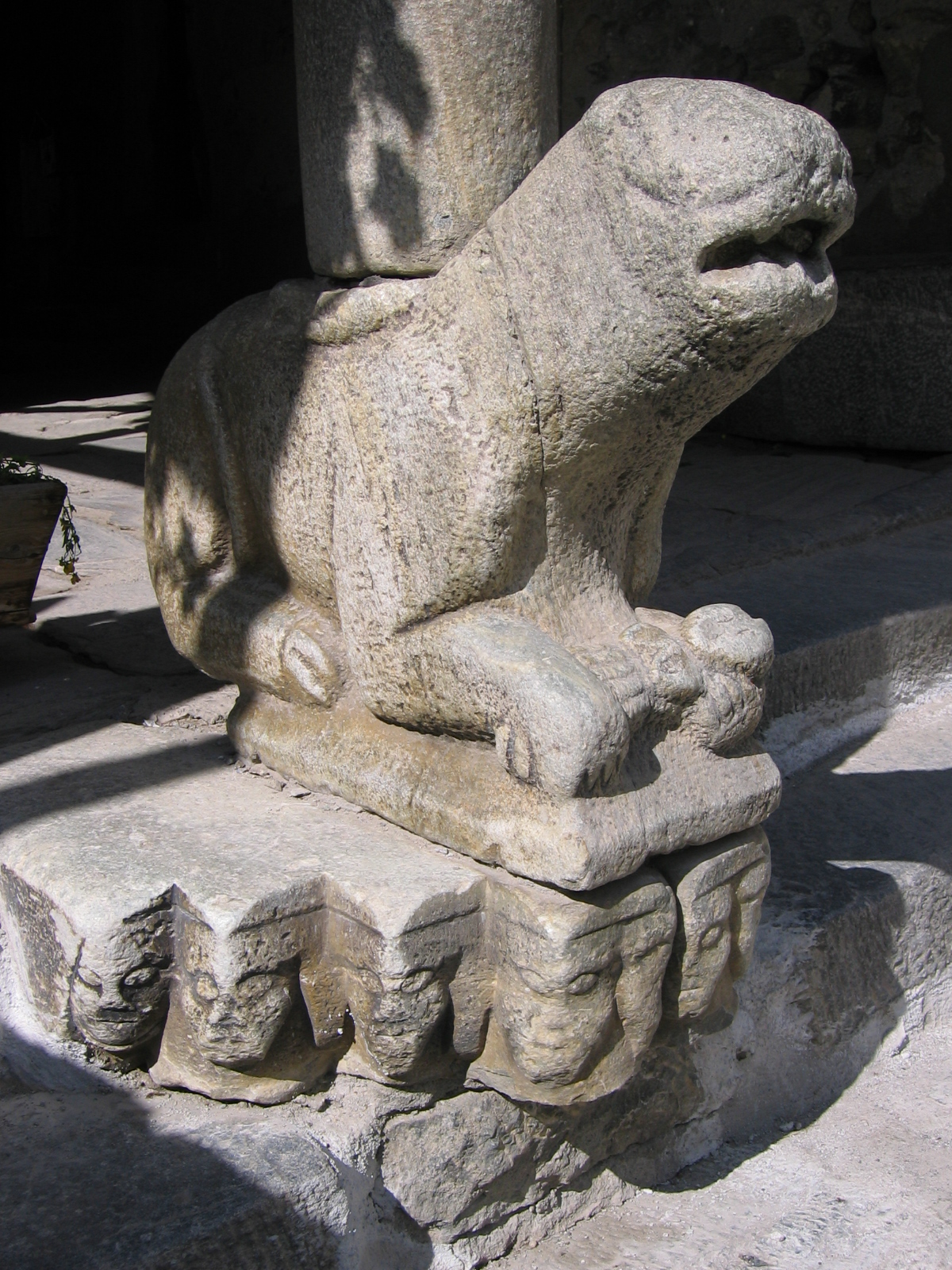
Statue du Coulobre à la porte de l'église du village de Saint-Véran.

Le Coulobre est une créature fantastique, sorte de drac ou dragon, qui hantait la fontaine de Vaucluse.
Selon la légende, saint Véran, évêque de Cavaillon, en aurait miraculeusement débarrassé la rivière Sorgue. 

## Étymologie
Divinité celto-ligure des eaux tumultueuses comme le drac, le coulobre avec ses variantes couloubre, colobrice, colobrix ou cobraz, a son nom composé de *kal : pierre, origine ligure, et de -briga : colline, origine celte. L'univers minéral d'où sourd et jaillit la fontaine appuie cette étymologie.

## Description
Ce Coulobre, dont on a voulu faire descendre le nom du latin coluber (couleuvre), était une créature ailée qui vivait dans l'exsurgence de la Sorgue. Elle passait pour s'unir avec des dragons qui l'abandonnaient ensuite, le forçant à élever seul les petites salamandres noires tachetées d'or dont elle accouchait.

## De saint Véran à Saint-Véran

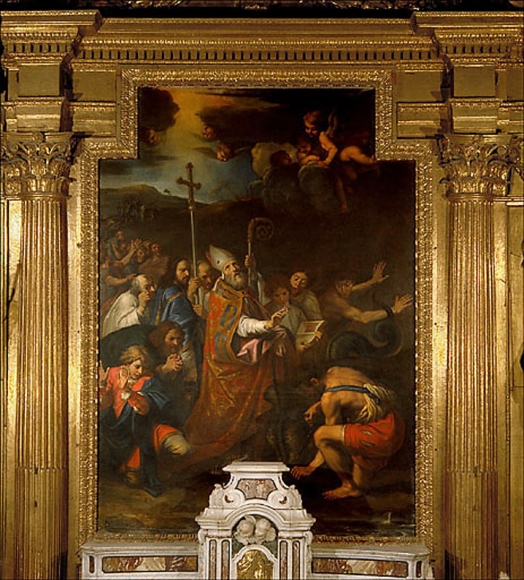
Tableau de Pierre Mignard représentant saint Véran enchaînant la Coulobre dans la cathédrale de Cavaillon.

Selon la légende, Véran chassa « cette bête immonde » qui s'envola vers les Alpes où elle s'en fut mourir. Le village de Saint-Véran aurait été son lieu de chute. Le monstre se trouve d'ailleurs statufié sous le porche de l'église. Et à Fontaine-de-Vaucluse, il est à signaler qu'en remontant le sentier qui mène vers la source, on croise encore le Traou dou Couloubre. On y voit, avec juste raison, le symbole de la lutte de l'évêque contre les anciens cultes. C'est la falaise dominant la fontaine où se trouve encore la Vache d'Or qui devait être le lieu d'un antique culte pastoral célébrant la force et la forme de l'eau et de la pierre.
Une statue contemporaine ,représentant le combat contre la Couloubre, se trouve sur le parvis de l'église de Fontaine de Vaucluse.

## Renaissance du Coulobre
Pétrarque aurait été attaqué par cette créature alors qu'il se trouvait au bord de l'eau avec sa bien-aimée : il tua le monstre d'un coup d'épée mais Laure mourut ensuite de la peste. Cette renaissance du mythe eut lieu au cours du XVe siècle, en plein pétrarquisme, sur la base d'une fresque peinte par Simone Martini dans la cathédrale Notre-Dame des Doms d'Avignon. Aujourd'hui disparue, elle traitait du combat mythique de saint Georges contre le dragon. La vox populi transforma saint Georges en Pétrarque et le dragon en Coulobre.
Un coulobre existe également dans les mythes et légendes de Dordogne, serpent se terrant dans une grotte druidique dont Saint Front débarrassa le pays.